# سهیل خان
سهیل سلیم عبدالرشید خان (مراتی: सोहेल खान؛ زادهٔ ۲۰ دسامبر ۱۹۷۰) یک هنرپیشه، پدیدآور، و کارگردان اهل هند است. وی برادر کوچکتر سلمان خان و ارباز خان است.
از فیلم‌ها یا برنامه‌های تلویزیونی که وی در آن نقش داشته است می‌توان به چرا من دوست دارم؟ اشاره کرد.
فیلم من یک هندی هستم نیز جز بهترین اثرهای اوست

## فیلم‌شناسی
فهرست برخی از فیلم‌هایی که سهیل خان در آنها به ایفای نقش پرداخته است:
- من قلبم را به شما دادم (۲۰۰۲)
- خانه وحشت (۲۰۰۳)
- خط ممنوع سرنوشت (۲۰۰۴)
- چرا من عاشق شدم؟ (۲۰۰۵)
- باشگاه مبارزه-فقط اعضا (۲۰۰۶)
- آریان (۲۰۰۶)
- خانواده (۲۰۰۶)
- سلام بر عشق - (۲۰۰۷)
- اگه بدونی یا نه (۲۰۰۸)
- خدایا، بنازم به عظمتت (۲۰۰۸)
- سلام (۲۰۰۸)
- قهرمانان (۲۰۰۸)
- کشاورز (۲۰۰۹)
- من و خانم خانا (۲۰۰۹)
- مزاحم نشو (۲۰۰۹)
- ویر (۲۰۱۰)
- لامپ مهتابی (۲۰۱۷)
- عشق بیش از حد (۲۰۱۸)
- نترس ۳ (۲۰۱۹)